# Robert Spiske
Robert Spiske (Breslavia, 29 de enero de 1821 - 5 de marzo de 1888), fue un sacerdote católico polaco, fundador de las Hermanas de Santa Eduviges, considerado como venerable en la Iglesia católica.

## Biografía
Robert Spiske nació el barrio Leśnica de Breslavia (hoy Polonia), el 29 de enero de 1821. Realizó sus primeros estudios en la escuela de St. John's de la catedral en su ciudad natal y luego en el Matthias-Gymnasium. Estudió filosofía y teología en la Universidad de Breslavia, donde se graduó el 18 de junio de 1846. Fue ordenado sacerdote por el príncipe obispo de Breslavia, Melchior von Diepenbrock. Ocupó los cargos de capellán y curato en varias comunidades católicas, párroco de la iglesia de Santa Dorotea de Breslavia (1864-1883), arcipreste de la catedral y consejero en el vicariato general (1875-1883).
Un enfoque particular de su trabajo pastoral fue el trabajo con los jóvenes y la recuperación de aquellos que se habían alejado de la Iglesia. Para la protección de los niños huérfanos, fundó la Congregación de Hermanas de Santa Eduviges. Gracias a su labor en favor de los pobres es conocido en Breslavia como el ángel de la caridad. Spiske murió el 5 de marzo de 1888 y fue enterrado en la catedral.

## Culto
En 1984, los restos de Robert Spiske fueron trasladados a la iglesia de la casa madre de las Hermanas de Santa Eduviges, con el fin de dar inicio al proceso informativo en pro de su beatificación. En 1993, se inició el proceso diocesano en Breslavia. Clausurado en el 2000 y pasado a la Congregación para las Causas de los Santos. El 17 de enero de 2009, fue declarado venerable por el papa Benedicto XVI.